# Cotia
Cotia város Brazíliában, São Paulo államban. Lakosainak száma 274 413 fő (2022). Cotia Carapicuíba, São Paulo, São Lourenço da Serra, Embu das Artes, Vargem Grande Paulista, Osasco, Ibiúna, Jandira, Taboão da Serra, São Roque, Itapecerica da Serra és Itapevi községekkel határos.

## Népesség
A település népességének változása:
| Lakosok száma | 148 987 | 201 150 | 229 548 | 253 608 | 257 882 | 274 413 |
|               | 2000    | 2010    | 2015    | 2020    | 2021    | 2022    |